# Joshua Billings
Joshua Henry Billings (* 1. März 1985) ist ein US-amerikanischer Klassischer Philologe, Germanist und Komparatist.

## Leben
Billings studierte Classics und Germanistik an der Harvard University und erwarb dort 2007 einen A.B. und zugleich einen A.M. in Vergleichender Literaturwissenschaft. Es folgte 2008 ein Master of Studies in Modern Languages an der Universität Oxford. 2011 wurde er ebendort mit einer Dissertation über The theory of tragedy in Germany around 1800: a genealogy of the tragic in Classics zum D.Phil. promoviert. Von 2011 bis 2012 war er Research Fellow am St John’s College, Cambridge, von 2012 bis 2015 Assistant Professor of Classics and Humanities an der Yale University. 2015 wechselte er als Assistant Professor in Classics an die Princeton University. Dort wurde er 2020 zum Professor of Classics und 2023 zum Professor of Classics and Comparative Literature ernannt.
Billings arbeitet vor allem zur Rezeption der griechischen Tragödie und zur Theorie des Tragischen um 1800 in Deutschland, zur Rolle der griechischen Tragödie und Komödie in der intellektuellen Landschaft des klassischen Athens als Bühne für philosophisches Denken sowie zur Sophistik.
Für das aus seiner Dissertation hervorgegangene Buch Genealogy of the Tragic. Greek Tragedy and German Philosophy erhielt er 2015 den Charles J. Goodwin Award of Merit der Society for Classical Studies.

## Schriften (Auswahl)
- mit Christopher Moore (Hrsg.): The Cambridge companion to the sophists. (Cambridge companions to philosophy). Cambridge University Press, Cambridge 2023. – Rezension von John Lombardini, Bryn Mawr Classical Review 2024.08.36
- The Philosophical Stage: Drama and Dialectic in Classical Athens. Princeton University Press, Princeton 2021.
- Oliver Taplin (Hrsg.), Joshua Billings (Übers.): Aeschylus, The Oresteia: The Texts of the Plays, Ancient Backgrounds and Responses, Criticism. A Norton critical edition. Company, New York / London 2018, ISBN 978-0-393-92328-5. – Rezension von Andrew Brown, Bryn Mawr Classical Review 2019.01.02
- mit Felix Budelmann und Fiona Macintosh (Hrsg.): Tragedy and the Idea of Modernity. Oxford University Press, Oxford 2015.
- Genealogy of the Tragic. Greek Tragedy and German Philosophy. Princeton University Press, Princeton 2014, Inhaltsverzeichnis. – Rezension von Martin Thibodeau, Notre Dame Philosophical Reviews 2015.05.16
- mit Miriam Leonard (Hrsg.): Choruses, Ancient and Modern. Oxford University Press, Oxford 2013.